# Жакова, Гана
Гана Жакова (чеш. Hana Žáková; род. 29 сентября 1974, Прага) — чешская гребчиха, выступавшая за сборные Чехословакии и Чехии по академической гребле в 1990-х годах. Чемпионка мира среди юниорок, победительница и призёрка первенств национального значения, участница летних Олимпийских игр в Барселоне.

## Биография
Гана Жакова родилась 29 сентября 1974 года в Праге. Проходила подготовку в столичном гребном клубе «Смихов».
Впервые заявила о себе в академической гребле на международном уровне в сезоне 1990 года, когда вошла в состав чехословацкой национальной сборной и выступила на юниорском мировом первенстве в Эгбелете, где стала четвёртой в парных четвёрках и выиграла бронзовую медаль в восьмёрках. Год спустя на аналогичных соревнованиях в Баньолесе в тех же дисциплинах получила серебро и золото соответственно.
Благодаря череде удачных выступлений удостоилась права защищать честь страны на летних Олимпийских играх 1992 года в Барселоне. В составе экипажа-восьмёрки, куда также вошли гребчихи Сабина Теленская, Элишка Яндова, Рената Беранкова, Мартина Шефчикова, Михаэла Ваврова, Ленка Завадилова, Гана Дариусова и рулевая Ленка Ковачова, заняла последнее четвёртое место на предварительном квалификационном этапе, затем стала шестой в дополнительном отборочном заезде — таким образом отобралась лишь в утешительный финал В, где уступила команде Великобритании. В итоговом протоколе соревнований расположилась на восьмой строке. Также в этом сезоне побывала на юниорском мировом первенстве в Монреале, откуда привезла награды золотого и серебряного достоинства, выигранные в четвёрках и восьмёрках соответственно.
После разделения Чехословакии Жакова осталась действующей спортсменкой и продолжила принимать участие в крупнейших международных регатах в составе национальной сборной Чехии. Так, в 1993 году она отметилась выступлением на домашнем чемпионате мира в Рачице, где в программе восьмёрок финишировала шестой, а в безрульных четвёрках показала девятый результат.
В 1995 году стартовала в безрульных четвёрках на чемпионате мира в Тампере.
Последний раз показала сколько-нибудь значимый результат в академической гребле на международной арене в сезоне 1997 года, когда в безрульных двойках стала шестой на этапе Кубка мира в Мюнхене.